# مایا کازان
مایا کازان (انگلیسی: Maya Kazan؛ ‏‎/ˈkəˈzæn/‎؛ ‏ زادهٔ ۲۴ نوامبر ۱۹۸۶) بازیگر اهل ایالات متحده آمریکا است. وی از سال ۲۰۰۸ میلادی تاکنون مشغول فعالیت بوده‌است.
از فیلم‌ها یا برنامه‌های تلویزیونی که وی در آن نقش داشته‌است، می‌توان به فرانسیس ها، امپراتوری بوردواک و جین باکره اشاره کرد.